# 刘明璞
刘明璞（1930年8月—2022年4月11日），河北辛集人，中国人民解放军将领、中国人民解放军中将，第七届、第九届全国人民代表大会代表，第九届全国人大教育科学文化卫生委员会委员。
1945年8月入河北辛集中学，1946年10月考入晋察冀军区白求恩医科大学并参军入伍，次年加入中国共产党，在校期间曾在晋中战役和太原战役前线救治伤员。
之后历任总后勤部办公室秘书处副处长（1977年6月）、总后勤部司令部办公室主任（1978年10月）、总后勤部司令部副参谋长（1982年8月）、总后勤部司令部参谋长（1984年12月）、总后勤部副部长（1985年3月－1994年12月）。
1988年9月，授予中国人民解放军中将。
2022年4月11日，刘明璞在北京病逝，享年91岁。